# Mario Chirinos
Mario Roberto Chirinos Acosta (29 de julho de 1978) é um ex-futebolista profissional hondurenho que atuava como meia.

## Carreira
Mario Chirinos fez parte do elenco da Seleção Hondurenha de Futebol nas Olimpíadas de 2000.